# Хабост
Хабост (тадж. Хабост) — сельский населённый пункт (тадж. деҳа) в Рошткалинском районе Горно-Бадахшанской автономной области Республики Таджикистан. Административно относится к сельской общине (джамоату) им. Гадолиева Курбоншо (бывший Тавдем).
Расстояние от села до центра района (село Рошткала) — 33 км, до центра общины (село Тавдем) — 12 км.  
Население — 334 человек (2017 г.), таджики. 